# Morti nel 1662
| Questa pagina contiene informazioni ricavate automaticamente dalle voci biografiche con l'ausilio del template Bio e di un bot. L'aggiornamento è periodico e automatico e ricostruisce completamente la pagina. Se manca una persona in questa lista, sei pregato di non aggiungerla, ma accertati piuttosto che la sua voce biografica contenga il template Bio e che i dati anagrafici siano correttamente compilati. Se il template Bio manca, inseriscilo tu stesso o, in alternativa, metti l'avviso {{tmp\|Bio}} che ne segnala la mancanza. Se i dati riportati sono sbagliati, correggi direttamente la voce biografica; le modifiche saranno visibili in questa lista entro pochi giorni. Per chiarimenti vedi il progetto biografie. La lista contiene solo le 86 persone che sono citate nell'enciclopedia e per le quali è stato implementato correttamente il template Bio. Pagina aggiornata al 10 ago 2025. |

## Gennaio(3)
- 4 gennaio - Muhyiddin Mansur Shah di Kedah, sovrano malese
- 10 gennaio - Onorato II di Monaco, principe monegasco (n. 1597)
- 26 gennaio - Marco Marazzoli, compositore, cantore e musicista italiano

## Febbraio(7)
- 9 febbraio - Judith Quiney, inglese (n. 1585)
- 13 febbraio - Carlo I Cybo-Malaspina, sovrano italiano (n. 1581)
- 13 febbraio - Elisabetta Stuart, principessa scozzese (n. 1596)
- 16 febbraio - László Listi, poeta ungherese (n. 1628)
- 18 febbraio - Francisco Tello de León, vescovo cattolico spagnolo (n. 1594)
- 23 febbraio - Johann Crüger, compositore e organista tedesco (n. 1598)
- 27 febbraio - Pedro Porter Casanate, ammiraglio, navigatore e esploratore spagnolo (n. 1611)

## Marzo(3)
- 19 marzo - Ebba Sparre, nobildonna svedese (n. 1629)
- 20 marzo - Anton Giulio Brignole Sale, religioso, scrittore e diplomatico italiano (n. 1605)
- 30 marzo - François Le Métel de Boisrobert, poeta e drammaturgo francese (n. 1592)

## Aprile(4)
- 11 aprile - Francesco Martio, storico italiano (n. 1608)
- 14 aprile - William Fiennes, I visconte di Saye e Sele, politico e nobile inglese (n. 1582)
- 14 aprile - Leonhard Kern, scultore tedesco (n. 1588)
- 17 aprile - Jean Magnon, drammaturgo, avvocato e storico francese (n. 1620)

## Maggio(5)
- 7 maggio - Lucrezia Orsina Vizzana, cantante, organista e compositrice italiana (n. 1590)
- 8 maggio - Peter Heylyn, storico e teologo inglese (n. 1599)
- 16 maggio - Sulaiman Shikoh, principe indiano (n. 1635)
- 17 maggio - Guglielmo di Sassonia-Weimar, duca (n. 1598)
- 28 maggio - Pierre Biard il Giovane, scultore e architetto francese (n. 1592)

## Giugno(7)
- 8 giugno - Henrique Dias, militare brasiliano
- 11 giugno - John Drummond, II conte di Perth, nobile scozzese (n. 1584)
- 14 giugno - Henry Vane il Giovane, politico e teologo inglese (n. 1613)
- 15 giugno - Leopoldo Federico di Württemberg-Mömpelgard, duca tedesco (n. 1624)
- 27 giugno - Lawrence Rooke, astronomo e matematico inglese (n. 1622)
- 29 giugno - Philippe Emmanuel de Gondi, militare francese (n. 1581)
- 29 giugno - Pierre de Marca, arcivescovo cattolico e storico francese (n. 1594)

## Luglio(5)
- 10 luglio - Pierre de Saint-Joseph, filosofo, teologo e religioso francese (n. 1594)
- 10 luglio - Jan Jansz van de Velde, pittore e incisore olandese (n. 1620)
- 12 luglio - Luigi Enrico di Nassau-Dillenburg, nobile tedesco (n. 1594)
- 14 luglio - Camilla Faà di Bruno, nobile italiana (n. 1599)
- 16 luglio - Alfonso IV d'Este, nobile (n. 1634)

## Agosto(7)
- 8 agosto - Angelo Giori, cardinale italiano (n. 1586)
- 14 agosto - Cristina Maddalena del Palatinato-Zweibrücken-Kleeburg (n. 1616)
- 16 agosto - Girolamo Maria Caracciolo, militare italiano (n. 1617)
- 19 agosto - Blaise Pascal, matematico, fisico e filosofo francese (n. 1623)
- 24 agosto - Ii Naokatsu, militare giapponese (n. 1590)
- 28 agosto - Ferdinando Federico Egon di Fürstenberg-Heiligenberg, nobile tedesco (n. 1623)
- 29 agosto - Marco Antonio Alaimo, medico italiano (n. 1590)

## Settembre(6)
- 3 settembre - William Lenthall, politico inglese (n. 1591)
- 4 settembre - Girolamo Gravina, missionario italiano (n. 1603)
- 7 settembre - Marco Scacchi, compositore italiano (n. 1602)
- 16 settembre - Antonio Novelli, scultore italiano (n. 1599)
- 18 settembre - Hubrecht van den Eynde, scultore fiammingo (n. 1593)
- 21 settembre - Adriaen van Stalbemt, pittore e incisore fiammingo (n. 1580)

## Ottobre(4)
- 18 ottobre - Abraham Willaerts, pittore olandese (n. 1603)
- 21 ottobre - Henry Lawes, musicista e compositore inglese (n. 1595)
- 22 ottobre - François Bourgoing, presbitero francese (n. 1585)
- 22 ottobre - Antonio Marenzi, vescovo cattolico italiano (n. 1596)

## Novembre(3)
- 12 novembre - Adriaen van de Venne, pittore, poeta e disegnatore olandese
- 20 novembre - Leopoldo Guglielmo d'Austria, militare, vescovo cattolico e collezionista d'arte austriaco (n. 1614)
- 27 novembre - Filippo Arrighetti, religioso, filosofo e grecista italiano (n. 1582)

## Dicembre(4)
- 3 dicembre - Costanza Bonarelli, nobildonna e mercante italiana (n. 1614)
- 5 dicembre - Isidoro Bianchi, pittore e ingegnere italiano (n. 1581)
- 29 dicembre - Francisco Antonio de Acuña Cabrera y Bayona, militare spagnolo (n. 1597)
- 30 dicembre - Ferdinando Carlo d'Austria, conte (n. 1628)

## Senza giorno specificato(28)
- Simeon Ashe, religioso inglese
- Robert Baillie, pastore protestante, storico e pubblicista scozzese (n. 1602)
- Pieter van der Borcht, pittore fiammingo
- Simon Bosboom, architetto e scrittore olandese (n. 1614)
- Pietro Botto, scultore e intagliatore italiano
- Cornelia Calegari, compositrice, organista e cantante italiana (n. 1644)
- Lobsang Chökyi Gyalsten, monaco buddhista tibetano (n. 1570)
- Vincenzo Maria Cimarelli, naturalista e storico italiano (n. 1585)
- Coxinga, ufficiale cinese (n. 1624)
- Gaspar de Crayer, pittore fiammingo (n. 1582)
- Pier Francesco Filonardi, vescovo cattolico italiano (n. 1611)
- Wybrand de Geest I, pittore olandese (n. 1592)
- Giovanni Battista Gori Pannilini, vescovo cattolico italiano (n. 1603)
- Johann Friedrich Greuter, pittore e incisore tedesco (n. 1590)
- Daniel van Heil, pittore fiammingo (n. 1604)
- Simon Ives, compositore e organista inglese (n. 1600)
- Ulrich Loth, pittore tedesco
- Melek Ahmed Pascià, politico ottomano
- Carlo Francesco Nuvolone, pittore italiano (n. 1609)
- John Okey, militare britannico (n. 1606)
- Nicolas Perrault, teologo francese (n. 1624)
- Giovanni Francesco Romanelli, pittore italiano
- Shimun XII
- Anthonie Heeres Sioertsma, incisore e pittore olandese (n. 1625)
- Vincenzo Spisanelli, pittore italiano (n. 1595)
- Johann Wiesel, ottico tedesco (n. 1583)
- Gioseffo Zamponi, compositore italiano
- Giovanni de Torres, arcivescovo cattolico e diplomatico italiano (n. 1605)